# Озерне (Бориспільський район)
Озерне́ (до 1947 року — Нові Війтовці) — село в Україні, у Бориспільському районі Київської області. Населення становить 122 осіб. Село входить в склад Яготинської міської громади.

## Історія
Засноване у 1922 році.
На початку 1930-их років входило до складу Пирятинського району Полтавської області.
Село постраждало від колективізації та Голодомору — геноциду радянського уряду проти української нації. Під час колективізації був утворений колгосп імені Комінтерну, розкуркулені сім'ї Рубана Олександра та Гречухи П. Д. Під час Голодомору в трьох родинах вимерли всі члени сімей, а в 5-х залишилось по 1-2 осіб. Поховані жертви Голодомору на цвинтарі села Озерне. Очевидці трагедії пригадали прізвища 15 односельців, які загинули голодною смертю.
Колишній орган місцевого самоуправління - Супоївська сільська рада.